# José Lamaison Porto
José Lamaison Porto (Passo Fundo, 5 de maio de 1926 — Porto Alegre, 5 de outubro de 1989) foi um político brasileiro.
Formado pela Faculdade de Direito da Universidade de Passo Fundo.
Foi eleito deputado estadual, pelo PSP, para a 39ª, 40.ª e pelo PTB a 41ª Legislaturas da Assembleia Legislativa do Rio Grande do Sul, de 1955 a 1967.
Foi secretário de saúde do estado do Rio Grande do Sul no governo de Leonel Brizola.